# Asaphestera
Asaphestera is een geslacht van uitgestorven tetrapoden beschreven op basis van fossielen uit het Carboon van de plaats Joggins in Nova Scotia, Canada. Het werd oorspronkelijk beschreven als een onbepaalde lepospondyle en vervolgens geclassificeerd als een microsauriër binnen de familie Tuditanidae. Een in mei 2020 gepubliceerde studie wees uit dat exemplaren die naar Asaphestera werden verwezen, verschillende niet-verwante soorten vertegenwoordigden. De oorspronkelijke soortnaam Asaphestera platyris van Margaret C. Steen (1934) werd behouden voor een schedel die opnieuw werd geëvalueerd als de vroegst bekende synapside.
De typesoort van het geslacht is Asaphestera platyris, benoemd door Steen (1934) op basis van drie schedels. Steen gaf geen etymologie van de geslachtsnaam maar in het Grieks is het een filosofische term, ἀσαφεστέρα, voor 'zaken die niet duidelijk zijn alleen op grond van hun uiterlijke schijn'; in 2020 werd het verklaard als 'de minder duidelijke (schedel)'. De soortaanduiding zou het Grieks platyrris kunnen zijn, 'met een brede neus'. Carroll & Gaskill (1978) merkten op dat een van de schedels door Dawson (1894) kort was benoemd als de soort Hylerpeton intermedium, hoewel het niet langer wordt beschouwd als verwant aan het geslacht Hylerpeton. De soortaanduiding van Dawson toepassend hernoemden ze Asaphestera platyris naar Asaphestera intermedia.
Mann et alii (2020) hebben vermeende Joggins-microsauriërs opnieuw geëvalueerd en verschillende ongebruikelijke resultaten gevonden. Een van de schedels die door Steen de naam Asaphestera platyris kreeg, holotype RM 2.1192, bleek een geldig taxon te zijn, maar in plaats van een microsauriër was het de oudst bekende synapside, mogelijk een eothyridide. Dawsons Hylerpeton intermedium werd gezien als een onbepaalde tetrapode en een nomen dubium. Aanvullend materiaal van Asaphestera werd benoemd als een nieuw geslacht van microsauriërs, Steenerpeton.
In 2020 werd een unieke combinatie van kenmerken aangegeven. Het grootste deel van het kleine, spits driehoekige, binnenste postparietale is gelegen op het achterhoofd, terwijl de voorste punt uitsteekt over het schedeldak, een wig vormend tussen de wandbeenderen.
Dat het een synapside betreft, zou blijken uit de volgende combinatie van kenmerken. Er is een groot foramen pineale aanwezig, gelegen op de achterste helft van de beennaad tussen de wandbeenderen. Het prefrontale en postfrontale buigen sterk naar boven in de bovenrand van de oogkas. Het bovenkaaksbeen heeft een hoge bovenste buitenwand. Het slaapvenster is matig groot. De tabularia zijn beperkt tot het achterhoofd.